# Moon of the Chaos Eclipse
Moon of the Chaos Eclipse è il quinto album della band doom/death metal Runemagick, pubblicato nel 2002 per conto della Aftermath Records.

## Tracce
1. Open the Gateway – 0:53
2. Grand Sabbath Pact – 5:32
3. Revolution of the Dead – 6:15
4. Nocturnal Shrine – 2:26
5. Dark Deeds of Temptation – 5:43
6. Witch of the Purple Moon – 3:36
7. Moon of the Chaos Eclipse – 4:04
8. Upon the Red Thrones – 5:46
9. The Necro Ambassador – 5:28
10. Hymn to the Northern Fire – 2:06
11. Goddess of Protection – 4:16
12. Mibeg II – 3:00
13. On Chariots to Hades – 19:00

## Formazione
- Nicklas "Terror" Rudolfsson - voce, chitarra
- Emma Karlsson - basso
- Daniel Moilanen - batteria